# Kilmainham
Kilmainham (en irlandès Cill Mhaighneann) és un suburbi de la ciutat de Dublín, situat al sud del riu Liffey i a l'oest del centre de la ciutat, a la república d'Irlanda. La zona és coneguda principalment pel Reial Hospital de Kilmainham, que va ser construït on els Cavallers de Sant Joan de Jerusalem van tenir el seu priorat. Ara allotja el Museu Irlandès d'Art Modern; la Presó de Kilmainham, on es van portar a terme les execucions dels líders de l'Alçament de Pasqua es troba al costat de l'hospital. L'estació Heuston, una de les dues estacions de tren principals de Dublín, es troba a la rodalia. El seu districte postal és el número 8.